# Dalhunden
Dalhunden – miejscowość i gmina we Francji, w regionie Grand Est, w departamencie Dolny Ren.
Według danych na rok 1990 gminę zamieszkiwało 867 osób, 116 os./km².